# Аланинаминотрансфераза
Аланинаминотрансфераза (аланиновая трансаминаза, АЛТ, АлАт) — эндогенный фермент из группы трансфераз, подгруппы аминотрансфераз (трансаминаз), широко используемый в медицинской практике для лабораторной диагностики повреждений печени.

## Диагностическое значение АЛТ
Аланинаминотрансфераза синтезируется внутриклеточно, и в норме лишь небольшая часть этого фермента попадает в кровь. При повреждении печени (при гепатитах, циррозе печени) в результате цитолиза (разрушения клеток) этот фермент попадает в кровь, что выявляется лабораторными методами. Уровень этой трансаминазы может повышаться также при инфаркте миокарда и других состояниях[уточнить].
Повышение АЛТ, превышающее повышение аспартатаминотрансферазы (АСТ), характерно для повреждения печени; если же показатель АСТ повышается больше, чем повышается АЛТ, то это, как правило, свидетельствует о проблемах клеток миокарда (сердечной мышцы).
Повышение активности АЛТ и (или) АСТ может быть вызвано приемом некоторых лекарственных средств вследствие токсического влияния на печень. Также повышение АЛТ может быть маркером различных болезней печени, например, дефицита лизосомной кислой липазы.
В 2020 году исследователи обнаружили, что повышение уровня АЛТ в крови может предсказать развитие острого респираторного дистресс-синдрома у людей, заражённых коронавирусной инфекцией COVID-19. Выявлена статистически значимая связь между повышением активности аланинаминотрансферазы и одновременным применением нескольких гепатотоксичных лекарственных средств у госпитализированных пациентов с COVID-19.
Снижение активности АЛТ в плазме крови возможно при почечной недостаточности, дефиците пиридоксина, после повторных процедур гемодиализа, во время беременности.

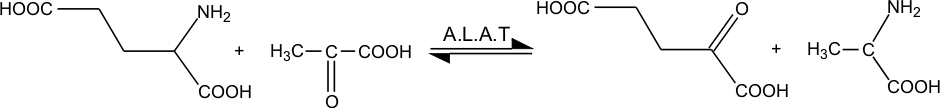
Аланинтрансаминаза